# 藤野道格
藤野 道格（ふじの みちまさ、1960年9月 -）は日本の技術者、実業家。東京都生まれ、青森県弘前市育ち。東京大学工学部航空学科卒。1984年、本田技研工業に入社。1986年に本田技術研究所基礎技術研究センターに配属後、航空機の研究開発に携わる。米ミシシッピ州立大学研究所にて実験機を試作。先進小型ビジネスジェット機「HondaJet」の設計・開発責任者。Honda R&Dアメリカ副社長等を経て、2006年よりホンダ エアクラフト カンパニー社長兼CEOに就任し、2016年より本田技研工業常務執行役員を兼任。2022年4月1日付で退職した。

## 経歴
1984年に東京大学工学部航空学科を卒業後、クルマの技術者になろうと本田技研工業に入社。若手にも責任を与えて仕事をさせる社風を気に入ったという。最初は電動パワーステアリングの開発に従事した。入社3年目の1986年よりホンダの航空機開発に着手し、航空機開発の先進地である米ミシシッピ州立大学ラスペット飛行研究所に配属される。最先端の航空技術の研究を想定していたが、部品を加工して手作りで航空機を作るものだった。昼は現場でのものづくり、夜は最先端の航空機理論や制御理論を自主学習をした。既存機の主翼や尾翼を複合材に改造した実験機 MH01、前進翼を持ち、エンジンを主翼の上に載せた超小型実験機 MH02などをチームとして研究開発する中、スタッフが少なく自ら担当することが多く、航空機開発と事業展開について多く学んだという。ただ、飛行研究所の教官は、構造計算をまともにしない有様で、藤野にとってミシシッピの研究所で得たものは少なかった。
MH02の開発後、ホンダの上層部では経費のかかる航空機の研究開発終了も検討されていたが、藤野は要素研究なら経費はそれほどかからないので航空機の研究継続を懇願し、受け入れられた。膨大な研究、計算、実験を重ね、1997年にHondaJetのコンセプトスケッチを描き、プロジェクトリーダーとなる。最大のセールスポイントは、主翼の上にエンジンを載せることで、ワンランク上の内部スペースを確保したことで、燃費も既存機を大きく上回るものだった。ホンダの役員の理解を得るためには、米国航空宇宙学会の評価を得ればいいと藤野は考え、挑戦した結果、高く評価されて論文が掲載。HondaJet開発の後押しとなった。2006年に米国ノースカロライナ州に設立されたHondaJetの研究開発、製造販売を行う会社ホンダ エアクラフト カンパニーの社長就任。
2022年4月1日、ホンダ エアクラフト カンパニー の社長兼CEOと本田技研工業 常務執行役員から退任。ホンダ エアクラフト カンパニー については部外者としてコンサルティング業務を請け負うという。
2024年2月、米国航空宇宙学会（AIAA）により、ダニエル・グッゲンハイム賞が贈られることが発表された。

## 教育
- 弘前大学附属小学校卒[4]
- 青森県立弘前高等学校卒業[15]。
- 1984年 東京大学工学部航空学科卒業。工学博士。

## 経歴
- 1984年 本田技術研究所 入社
- 1986年 米国ラスペット飛行研究所 客員研究員
- 1997年 HondaJetプロジェクトリーダー
- 2006年 Honda R&D America 副社長
- 2006年 Honda Aircraft Company 社長兼CEO
- 2009年 本田技研工業 執行役員
- 2016年 本田技研工業 常務執行役員
- 2022年 退職

## フェロー
- 米国航空宇宙学会 (AIAA) フェロー[16]
- 英国王立航空協会 (RAeS) フェロー[17]
- SAE International フェロー[18]
- 日本航空宇宙学会 フェロー[19]
- 全米工学アカデミー (NAE) 外国会員[20]

## 受賞歴
HondaJetで採用されている主翼上面エンジン配置が航空機の新しい形態を切り拓いたとして、米国航空宇宙学会(AIAA)より「AIAA 航空機設計賞」 (2012年)、米国の学術団体 SAE Internationalより「ケリー・ジョンソン航空宇宙機設計開発賞」(2014年)、国際航空科学会議(ICAS)より「航空工学イノベーション賞」(2014年)を日本人として初めて受賞。これらの3賞を同一人物が受賞したのは世界初。

### 海外
- 2004年 SAE Aerospace Engineering - Top 10 Technology Award
- 2008年 Business & Commercial Aviation - "Vision Award"[22]
- 2010年 Aviation Week & Space Technology - "Techs to Watch"[23]
- 2012年 米国航空宇宙学会 (AIAA) - 「AIAA 航空機設計賞」[21]
- 2013年 SAE International - 「ケリー・ジョンソン航空宇宙機設計開発賞」[24]
- 2014年 国際航空科学会議(ICAS) - 「航空工学イノベーション賞」[25]
- 2015年 Living Legends of Aviation - "Aviation Industry Leader of the Year"[26]
- 2017年 Flying - "Flying Innovation Award"[27]
- 2017年 Plane & Pilot誌 - 2016 Plane & Pilot Plane Of The Year[28]
- 2021年  米国航空宇宙学会 (AIAA) - 「 AIAAリード航空賞」[29][30]
- 2021年 米国航空宇宙学会 (AIAA),IEEE, ASME, SNAME, SAE, and ASCE - "Elmer A. Sperry Award（英語版）"[31]
- 2024年 ダニエル・グッゲンハイム・メダル[32]

### 日本
- 2004年 日本航空宇宙学会 - 「技術賞」[33]
- 2007年 日本デザイン振興会 - 「グッドデザイン賞 金賞」[34]
- 2011年 日本インダストリアルデザイナー協会 - 「JIDAデザインミュージアムセレクション」[35]
- 2014年 日経BP社 - 「第13回日本イノベーター大賞 大賞」[36]
- 2015年 日本航空協会 - 「空の夢賞」[37]
- 2015年 日本経済新聞社 - 「日経優秀製品・サービス賞 日本経済新聞賞 最優秀賞」[38]
- 2015年 科学技術と経済の会 - 「技術経営・イノベーション賞 経済産業大臣賞」[39]
- 2016年 日本ファッション協会 - 「日本クリエイション賞」[40]
- 2016年 東奥日報社 - 「東奥賞」[41]
- 2016年 日刊工業新聞社 - 「日本産業技術大賞 内閣総理大臣賞」[42]
- 2017年 小学館 - 「DIMEトレンド大賞 ベストプロダクト賞」[43]

## 関連作品

### テレビ番組
- NHKスペシャル『目指せ！ニッポン復活』(2012年1月1日、NHK)[44][45]
- CNBC News『Honda's jet dream takes flight』(英語)(2014年3月26日、CNBC)[46]
- 夢の扉+『ホンダ・エアクラフト・カンパニー CEO／藤野道格さん』(2014年8月3日、TBS)[47]
- ガイアの夜明け『ホンダ..."空"への挑戦！』(2015年4月28日、テレビ東京)[48]
- 羽鳥慎一モーニングショー『本田宗一郎の夢“ ホンダジェット開発舞台裏』(2017年10月17日、テレビ朝日)[49]
- グッド！モーニング『"世界一売れてる"小型機ホンダジェットに乗ってみた』(2018年7月6日、テレビ朝日)[50]
- おはよう日本『ホンダジェット “世界一”のカギは』(2018年7月10日、NHK)[51]
- 首都圏ネットワーク『小型ビジネスジェット機 "ホンダジェット"』(2018年7月19日、NHK)[52]
- サンデーニュース Bizスクエア『空の新市場へ飛び立つ！ホンダジェットの挑戦』(2019年1月13日、BS-TBS)[53]
- 空先案内人やしま真麻　世界飛ンデモ大百科！２ (2019年8月11日、BS日本)[54]

### 書籍、論文
- Journal of Aircraft『Design and Development of the HondaJet』(英語)(2005年、AIAA、藤野道格 著)[3]
- Fundamentals of Aircraft and Airship Design, Volume 2『Case Study 4 - HondaJet』(英語)(2011年、AIAA、藤野道格 著)[2]
- FMTアーカイブ イノベーション 日本の軌跡『ホンダジェット開発への夢と苦闘』(2011年11月、新経営研究会、藤野道格 著)[55]
- 『日本の名機をつくったサムライたち 零戦、紫電改からホンダジェットまで』(2013年11月、さくら舎、前間孝則 著)[56]
- Forbes『How The HondaJet Took Flight: An Engineer's 29-Year Obsession』(英語)(2015年5月、Forbes Media)[57]
- 『ホンダジェット: 開発リーダーが語る30年の全軌跡』(2015年9月、新潮社、前間孝則 著)[58]
- 『大空に賭けた男たち ホンダジェット誕生物語』(2015年10月、日本経済新聞出版社、杉本貴司 著)[59]
- ハーバード・ビジネス・スクール『Flying into the Future: HondaJet』(英語)(2017年1月、ハーバード・ビジネス・スクール、Gary P. Pisano、Jesse Shulman 著)[60]
- 慶應義塾大学ビジネス・スクール『ホンダジェット』(2017年5月、慶應義塾大学ビジネス・スクール、近江和明、中村洋 著)[61][62]
- 一橋ビジネスレビュー『事業化の道をこじ開けて戦略的に価値創造に挑む』(2018年3月、東洋経済新報社)[63]
- 『Creative Construction: The DNA of Sustained Innovation』(英語)(2019年1月、PublicAffairs、Gary P. Pisano 著)[64]
- 『直感の経営』(2019年3月、KADOKAWA、野中郁次郎、山口一郎 著)[65]
- Wedge『藤野 道格 ホンダエアクラフトカンパニー社長 ホンダジェットが示す製造業の未来』(2019年6月、ウェッジ)[66]
- 『The Wise Company: How Companies Create Continuous Innovation』(英語)(2019年10月、Oxford University Press、野中郁次郎、竹内弘高 著)[67]

### 新聞
- USA TODAY『Honda brings small-jet dynamo to market』(英語)(2006年9月26日)[68]
- 日本経済新聞『ホンダジェットの革新』(2014年10月6、13、20、27日、11月3、10日)[69]
- Wall Street Journal『With Jet, Honda Enters New Realm』(英語)(2015年05月17日)[70]
- 日本経済新聞『人間発見「ホンダエアクラフトカンパニー社長　藤野道格さん 翼に乗せた技術者魂」』(2017年7月3～7日、夕刊)[71]
- USA TODAY『Test flight: Aboard the innovative HondaJet』(英語)(2017年11月02日)[72]
- New York Times『From Business Jet Designer to Company C.E.O.』(英語)(2018年10月12日)[73]
- 日本経済新聞『Mr.ホンダジェットの執念』(2019年1月07日～11日)[74]

### ウェブ
- NIKKEI STYLE『ハーバードビジネススクール教授　ゲイリー・ピサノ氏 なぜホンダは航空機で成功できた ハーバード大の視点』他(2019年10月2～4日)[75][76][77]

## 講演

### 日本
- 全国経営者セミナー 『ホンダジェット離陸！ 桁違いのイノベーションを実現させた執念の経営』(2016年1月20日)[78]
- 国際航空宇宙展 『HondaJetの開発と認定について』(2016年10月12日)[79]
- トポス会議『HondaJetとイノベーション』(2017年9月22日)[80][81]
- 東京大学 文部科学省宇宙航空科学技術推進委託費 「実機飛行を通した航空実践教育の展開」公開講演『ホンダジェットの開発』(2017年9月30日)[82]
- 一橋ビジネスレビュー・フォーラム 特別講演『ホンダジェットにみるイノベーションの真髄』(2018年7月3日)[83]
- 日本記者クラブ 『「ホンダジェット」生みの親 逆境超え、納入数は世界首位』(2018年8月10日)[84]
- 交詢社 『ホンダジェット、世界一の挑戦』(2018年11月2日)[85]
- 一橋フォーラム 『空飛ぶスポーツカー ～ホンダジェット開発物語～』(2019年3月22日)[86]

### 海外
- スタンフォード大学 航空工学セミナー『ケーススタディー HondaJet』(2011年6月1日)[87]
- 米国航空宇宙学会 AIAA AVIATION 2016 学会基調講演『イノベーションとインスピレーション: HondaJet』(2016年6月14日)[88]
- アメリカ航空宇宙局(NASA) ラングレー研究所 エキスパートセミナー『イノベーションとインスピレーション: HondaJet』(2016年7月12日)[89]
- 米国商務省 セレクトUSA 『アメリカ合衆国におけるイノベーション』(2017年6月20日)[90][91]
- ノースカロライナ州立大学 Hassan特別記念講義『イノベーションとインスピレーション: HondaJet』(2017年11月17日)[92]
- デューク大学 ピアソー特別記念講義『イノベーションとインスピレーション - HondaJet』(2018年2月21日)[93]
- ジョージア工科大学 ゲブハート講演シリーズ『イノベーションとインスピレーション: HondaJetストーリー』(2018年3月1日)[94]